# EXOC8
EXOC8‏ (Exocyst complex component 8) هوَ بروتين يُشَفر بواسطة جين EXOC8 في الإنسان.